# Divinidylle Tour
Albums de Vanessa Paradis
Divinidylle
(2007) Best of
(2009)
Divinidylle Tour est le titre du 3e album live de Vanessa Paradis, après Vanessa Paradis Live en 1994 et Vanessa Paradis au Zénith en 2001.
Il retrace la tournée du même nom qui a eu lieu du 26 octobre au 19 décembre 2007 et qui faisait suite à la sortie de l'album Divinidylle.

## LeDivinidylle Tour

### La tournée
Le Divinidylle Tour est la 3e tournée de Vanessa Paradis après le Natural High Tour en 1993 et le Bliss Tour en 2001.
Elle se segmente en trois parties :
- 16 octobre 2007 - Marne la Vallée. Cette 1re date est en fait une répétition générale devant un public. Elle réédite la même chose les 17 et 18 octobre au Chabada d'Angers.
- 26 octobre 2007 - Metz. Début de la tournée qui s'achèvera le 19 décembre au Palais omnisports de Paris-Bercy. Vanessa aura fait 31 concerts dans 26 villes.
- 11 juillet 2008 - Musilac. 1re des dix dates d'une tournée des Festivals et Francofolies[1].

Sur scène, Vanessa Paradis est accompagnée de : -M- à la guitare, aux chœurs et en duo sur Les Piles. Patrice Renson à la batterie, Jérôme Goldet à la basse, François Lasserre aux guitares et Albin de la Simone aux claviers.
Les premières parties de ce spectacle furent assurée, en alternance, par Ours, Thierry Stremler, Naturalibus, Franck Monnet, Maxim Nucci, Piùma, Ibrahim Maalouf et Ben Ricour. Ainsi que Thomas Dutronc et AaRON sur la tournée d'été.

### Dates tournée 2007
- 16 octobre - Marne la Vallée (Ferme du buisson)
- 17 & 18 octobre - Angers (Chabada)
- 26 octobre - Metz (les Arènes)
- 28 octobre - Beauvais (Picardie Mouv' Festival)
- 29 octobre - Troyes (Nuits de Champagne)
- 1er novembre - Caen (Zénith)
- 2 novembre - Rouen (Zénith)
- 3 novembre - Châteauroux (Tarmac)
- 8 novembre - Nice (Nikaia)
- 9 novembre - Montpellier (Zénith)
- 10 novembre - Pau (Zénith)
- 13, 14 et 15 novembre - Paris (Zénith)
- 17 novembre - Nantes (Zénith)
- 22 novembre - Limoges (Zénith)
- 23 novembre - Toulouse (Zénith)
- 24 novembre - Bordeaux (la Patinoire)
- 27 novembre - Dijon (Zénith)
- 28 novembre - Strasbourg (Rhenus)
- 29 novembre - Lyon (Halle Tony Garnier)
- 30 novembre - Genève (Arena)
- 6 décembre - Orléans (Zénith)
- 7 décembre - Lille (Zénith)
- 8 décembre - Bruxelles (Forest National)
- 11 décembre - Saint-Étienne (Palais des spectacles)
- 12 décembre - Marseille (le Dôme)
- 13 décembre - Clermont-Ferrand (Zénith)
- 18 décembre - Paris (Élysée Montmartre)
- 19 décembre - Paris (Bercy)

Les dates indiquées ici sont les dates effectives. Elles diffèrent quelque peu des dates indiquées dans le feuillet inclus dans l'album Divinidylle car entretemps, certaines avaient été annulées ou rajoutées.

### Dates tournée des Festivals 2008
- 11 juillet - Festival Musilac d'Aix-Les-Bains
- 14 juillet - Francofolies de la Rochelle
- 15 juillet - Festival Arcachon
- 16 juillet - Festival de Poupet à Saint-Malo-du-Bois
- 18 juillet - Francofolies de Spa (Belgique)
- 20 juillet - les Vieilles Charrues à Carhaix
- 22 juillet - Festival de Nimes
- 23 juillet - les Nuits de Fourvière à Lyon
- 24 juillet - Festival de la Cité de Lausanne
- 26 juillet - Paléo Festival de Nyon

## Sortie des CD et DVD
Les chansons ont d'abord été commercialisées le 8 septembre 2008 en téléchargement légal puis le 15 en support physique en France, Belgique et Suisse.
Le DVD est sorti le 15 septembre 2008, puis le 9 décembre au Canada. L'édition Blu-Ray est, elle, sortie le 6 octobre.

## Chansons

### CD
1. Irrésistiblement 3 min 21 s
2. Divine idylle 2 min 50 s
3. Les Piles (en duo avec Matthieu Chédid) 2 min 50 s
4. Be My Baby 3 min 39 s
5. Dis-lui toi que je t'aime 4 min 32 s
6. Que fait la vie ? 4 min 24 s
7. La Mélodie 5 min 24 s
8. Junior Suite 3 min 36 s
9. Varvara Pavlovna 2 min 27 s
10. Pourtant 5 min 56 s
11. La Bataille 3 min 40 s
12. Joe le taxi 4 min 03 s
13. Emmenez-moi 3 min 54 s
14. L'incendie 4 min 20 s
15. Les Revenants 4 min 15 s
16. Chet Baker 2 min 58 s
17. Dès que j'te vois 5 min 57 s
18. Saint Germain 2 min 20 s
19. Jackadi 3 min 37 s
20. Le Tourbillon de la vie 1 min 32 s

### DVD
Natural high, Tandem, Bliss et un medley Vague à lames/Scarabée ont été rajoutés.
Divine idylle, Pourtant et L'incendie sont placés différemment par rapport au CD.

## Singles
2 singles ont été extraits de l'album :
- Les Piles (en duo avec Matthieu Chédid) - envoyé aux médias en juin 2008
- Joe le taxi (live) - envoyé aux médias en septembre.

Aucun des deux n'a été commercialisé en support physique ou en téléchargement légal single. Il fallait acheter l'album complet pour les avoir.
Seul Joe le taxi a eu droit à un clip diffusé en télé, qui est l'extrait du DVD.

## Crédits
La vidéo du concert a été réalisée par Didier et Thierry Poiraud.
Les enregistrements du DVD ont eu lieu le 19 décembre 2007 au Palais omnisports de Paris-Bercy.
Les enregistrements du CD ont eu lieu le 19 décembre 2007 au Palais omnisports de Paris-Bercy, le 8 décembre à Forest National (Bruxelles), le 30 novembre à l'arena de Genève, le 29 novembre à la Halle Tony Garnier de Lyon, le 7 décembre au Zénith de Lille et le 12 décembre au Dôme de Marseille.

## Récompenses
L'enregistrement du concert a reçu le prix du DVD Musical de l'année lors des 24e Victoires de la Musique.

## À la télévision
Le concert a été retransmis sur France 2 le 22 décembre 2008 à 23h20.